# Alfred Jean Halou
Alfred Jean Halou (Blois, 1875. június 20. – Párizs, 1940. július 29.) francia szobrász.

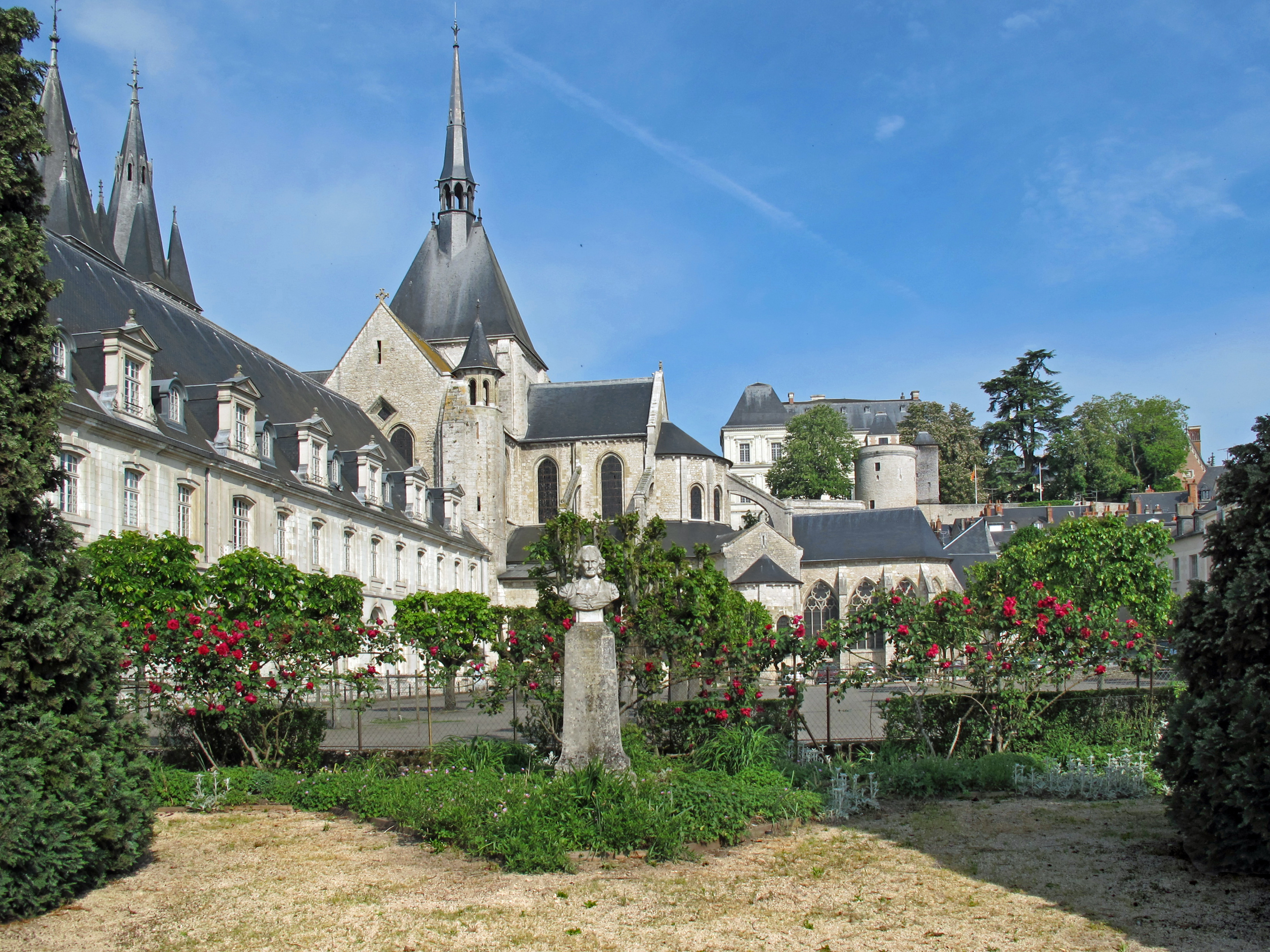
Grégoire abbé mellszobra

## Életpályája
Tanulmányait 13 éves korában kezdte meg apja, Alfred Jean Baptiste Halou blois-i műtermében, majd Alexandre Falguière osztályában tanult a nevezetes École des Beaux Arts művészeti iskolában, ahol Rodin is tanította 1903 és 1911 között. Mestere többek között reá bízta a báró Joseph Vitta műgyűjtő eviani villáját díszítő szobrok elkészítését. Ösztöndíjjal tanult Olaszországban. Tagja volt a „Schnegg bandájának” nevezett művész-csoportnak, amelynek Lucien és Gaston Schnegg mellett tagja volt még Antoine Bourdelle, Charles Despiau, Robert Wlérick, Léon-Ernest Drivier, François Pompon, Louis Dejean, Charles Malfray, Auguste de Niederhausern, Elisée Cavaillon, Henry Arnold, Jeanne Poupelet és Yvonne Serruys.
1901-től állította ki műveit a Société Nationale des Beaux-Arts-ban. A Salon des Tuileries-nek tagja, az 1905-ös őszi szalonnak pedig egyik alapító tagja volt. Háborús emlékművek készítésére is megbízást kapott, főleg szülővárosától. Az ő kezei közül került ki az 1870-es háborús emlékmű és a Philibert Dessaigne-emlékmű, amelyet a város főkórháza számára terveztek.
Különös népszerűségnek örvendtek még nőalakokat ábrázoló szobrocskái. Ezek a szobrok szerények és érzékiek voltak, masszív és gömbölyded alakokkal, és inkább Maillol stílusára emlékeztettek, mint Rodinéra. Halou tehát egyértelműen az új független szobrászirányzathoz tartozott, amelyen már nem voltak felfedezhetőek a modernizmus és Rodin hatásai.
Művei megtalálhatóak a Luxembourg-kertben, Frankfurtban, Berlinben, Buenos Airesben, valamint Párizsban és Lyonban. Legtöbb alkotása szülőhelyén, a blois-i királyi kastélyban lelhető fel.

## Művei
- Az 1870-es porosz–francia háború emlékműve Blois-ban.

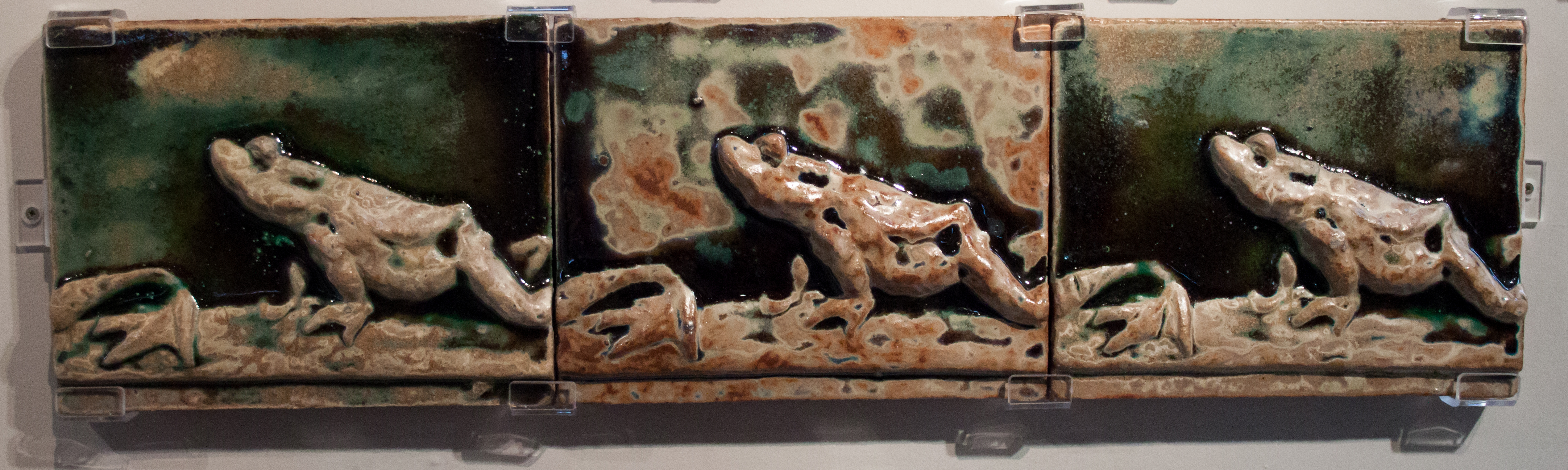
Varangyok - szecessziós kerámia falburkolat az Iparművészeti Múzeum Bigot-pavillon kiállításáról